# Svetovno prvenstvo v motociklizmu sezona 1967
Svetovno prvenstvo v motociklizmu sezona 1967 je bila devetnajsta sezona Svetovnega prvenstva v motociklizmu.

## Velike nagrade
| Št | Velika nagrada | Dirkališče     | Zmagovalec - 50      | Zmagovalec - 125 | Zmagovalec - 250 | Zmagovalec - 350 | Zmagovalec - 500 | Poročilo |
| 1  | Španija        | Montjuïc Park  | Hans-Georg Anscheidt | Bill Ivy         | Phil Read        |                  |                  | Poročilo |
| 2  | Nemčija        | Hockenheimring | Hans-Georg Anscheidt | Yoshimi Katayama | Ralph Bryans     | Mike Hailwood    | Giacomo Agostini | Poročilo |
| 3  | Francija       | Rouen          | Yoshimi Katayama     | Bill Ivy         | Bill Ivy         |                  |                  | Poročilo |
| 4  | Isle of Man TT | Isle of Man    | Stuart Graham        | Phil Read        | Mike Hailwood    | Mike Hailwood    | Mike Hailwood    | Poročilo |
| 5  | Nizozemska     | Assen          | Yoshimi Katayama     | Phil Read        | Mike Hailwood    | Mike Hailwood    | Mike Hailwood    | Poročilo |
| 6  | Belgija        | Spa            | Hans-Georg Anscheidt |                  | Bill Ivy         |                  | Giacomo Agostini | Poročilo |
| 7  | V. Nemčija     | Sachsenring    |                      | Bill Ivy         | Phil Read        | Mike Hailwood    | Giacomo Agostini | Poročilo |
| 8  | Češkoslovaška  | Brno           |                      | Bill Ivy         | Phil Read        | Mike Hailwood    | Mike Hailwood    | Poročilo |
| 9  | Finska         | Imatra         |                      | Stuart Graham    | Mike Hailwood    |                  | Giacomo Agostini | Poročilo |
| 10 | Irska          | Dundrod        |                      | Bill Ivy         | Mike Hailwood    | Giacomo Agostini | Mike Hailwood    | Poročilo |
| 11 | Italija        | Monza          |                      | Bill Ivy         | Phil Read        | Ralph Bryans     | Giacomo Agostini | Poročilo |
| 12 | Kanada         | Mosport        |                      | Bill Ivy         | Mike Hailwood    |                  | Mike Hailwood    | Poročilo |
| 13 | Japonska       | Fisco          | Mitsuo Itoh          | Bill Ivy         | Ralph Bryans     | Mike Hailwood    |                  | Poročilo |

## Dirkaško prvenstvo

### Razred 500 cm3
| Mesto | Dirkač           | Št | Država          | Moštvo    | Točke | Zmage |
| ----- | ---------------- | -- | --------------- | --------- | ----- | ----- |
| 1     | Giacomo Agostini | 1  | Italija         | MV Agusta | 58    | 5     |
| 2     | Mike Hailwood    | 2  | Zdr. kraljestvo | Honda     | 52    | 5     |
| 3     | John Hartle      |    | Zdr. kraljestvo | Matchless | 22    | 0     |
| 4     | Peter Williams   | 9  | Zdr. kraljestvo | Matchless | 16    | 0     |
| 5     | Jack Findlay     | 3  | Avstralija      | Matchless | 15    | 0     |
| 6     | Fred Stevens     | 12 | Zdr. kraljestvo | Paton     | 11    | 0     |
| 7     | John Cooper      | 13 | Zdr. kraljestvo | Norton    | 8     | 0     |
| 8     | Gyula Marsovszky | 6  | Švica           | Matchless | 7     | 0     |
| 9     | Billie Nelson    |    | Zdr. kraljestvo | Norton    | 6     | 0     |
| 10    | Steve Spencer    |    | Zdr. kraljestvo | Norton    | 6     | 0     |

### Razred 350 cm3
| Mesto | Dirkač           | Št | Država          | Moštvo    | Točke | Zmage |
| ----- | ---------------- | -- | --------------- | --------- | ----- | ----- |
| 1     | Mike Hailwood    | 1  | Zdr. kraljestvo | Honda     | 40    | 6     |
| 2     | Giacomo Agostini | 2  | Italija         | MV Agusta | 32    | 1     |
| 3     | Ralph Bryans     |    | Zdr. kraljestvo | Honda     | 20    | 1     |
| 4     | Heinz Rosner     | 7  | V. Nemčija      | MZ        | 18    | 0     |
| 5     | Derek Woodman    |    | Zdr. kraljestvo | MZ        | 14    | 0     |
| 6     | Alberto Pagani   | 6  | Italija         | Aermacchi | 11    | 0     |
| 7     | Kel Carruthers   | 18 | Avstralija      | Aermacchi | 9     | 0     |
| 8     | Renzo Pasolini   | 3  | Italija         | Benelli   | 8     | 0     |
| 9     | Silvio Grassetti | 11 | Italija         | Benelli   | 6     | 0     |
| 10    | K. Mimuro        |    | Japonska        | Yamaha    | 4     | 0     |

### Razred 250 cm3
| Mesto | Dirkač            | Št | Država          | Moštvo   | Točke | Zmage |
| ----- | ----------------- | -- | --------------- | -------- | ----- | ----- |
| 1     | Mike Hailwood     | 1  | Zdr. kraljestvo | Honda    | 50    | 5     |
| 2     | Phil Read         | 2  | Zdr. kraljestvo | Yamaha   | 50    | 4     |
| 3     | Bill Ivy          | 13 | Zdr. kraljestvo | Yamaha   | 46    | 2     |
| 4     | Ralph Bryans      |    | Zdr. kraljestvo | Honda    | 40    | 2     |
| 5     | Derek Woodman     | 4  | Zdr. kraljestvo | MZ       | 18    | 0     |
| 6     | Heinz Rosner      | 6  | V. Nemčija      | MZ       | 13    | 0     |
| 7     | Ginger Molloy     | 11 | Nova Zelandija  | Bultaco  | 9     | 0     |
| 8     | Gyula Marsovszky  | 12 | Švica           | Bultaco  | 8     | 0     |
| 9     | Akiyasu Motohashi | 8  | Japonska        | Yamaha   | 6     | 0     |
| 10    | Tommy Robb        | 22 | Zdr. kraljestvo | Bultaco  | 5     | 0     |
| 10    | Dave Simmonds     |    | Zdr. kraljestvo | Kawasaki | 5     | 0     |

### Razred 125 cm3
| Mesto | Dirkač               | Št | Država          | Moštvo   | Točke | Zmage |
| ----- | -------------------- | -- | --------------- | -------- | ----- | ----- |
| 1     | Bill Ivy             | 2  | Zdr. kraljestvo | Yamaha   | 56    | 8     |
| 2     | Phil Read            | 4  | Zdr. kraljestvo | Yamaha   | 40    | 2     |
| 3     | Stuart Graham        |    | Zdr. kraljestvo | Suzuki   | 38    | 1     |
| 4     | Yoshimi Katayama     | 6  | Japonska        | Suzuki   | 19    | 1     |
| 5     | Laslo Szabo          |    | Madžarska       | MZ       | 13    | 0     |
| 6     | Hans-Georg Anscheidt | 12 | Z. Nemčija      | Suzuki   | 12    | 0     |
| 7     | Dave Simmonds        |    | Zdr. kraljestvo | Kawasaki | 9     | 0     |
| 8     | Kel Carruthers       |    | Avstralija      | Honda    | 7     | 0     |
| 9     | Tim Coopey           |    | Kanada          | Yamaha   | 6     | 0     |
| 10    | Thomas Heuschkel     |    | V. Nemčija      | MZ       | 5     | 0     |
| 10    | Walter Scheimann     | 15 | Z. Nemčija      | Honda    | 5     | 0     |

### Razred 50 cm3
| Mesto | Dirkač               | Št | Država          | Moštvo   | Točke | Zmage |
| ----- | -------------------- | -- | --------------- | -------- | ----- | ----- |
| 1     | Hans-Georg Anscheidt | 1  | Z. Nemčija      | Suzuki   | 30    | 3     |
| 2     | Yoshimi Katayama     | 5  | Japonska        | Suzuki   | 28    | 2     |
| 3     | Stuart Graham        |    | Zdr. kraljestvo | Suzuki   | 22    | 1     |
| 4     | Angel Nieto          | 6  | Španija         | Derbi    | 12    | 0     |
| 5     | Barry Smith          | 8  | Avstralija      | Derbi    | 12    | 0     |
| 6     | Mitsuo Itoh          |    | Japonska        | Suzuki   | 8     | 1     |
| 7     | R. Schmalze          |    | Z. Nemčija      | Kreidler | 6     | 0     |
| 8     | José Busquet         |    | Španija         | Derbi    | 4     | 0     |
| 8     | Benjamin Grau        |    | Španija         | Derbi    | 4     | 0     |
| 8     | Hiroyuko Kawasaki    |    | Japonska        | Suzuki   | 4     | 0     |
| 8     | Tommy Robb           |    | Zdr. kraljestvo | Suzuki   | 4     | 0     |